# Rättvisa har skipats
Rättvisa har skipats (originaltitel: Justice est faite) är en fransk dramafilm från 1950 i regi av André Cayatte. Filmen vann Guldlejonet vid filmfestivalen i Venedig 1950 och Guldbjörnen i kategorin "thriller och äventyr" vid den första filmfestivalen i Berlin, 1951.

## Medverkande
- Michel Auclair - Serge Cremer
- Antoine Balpêtré - Le président du tribunal
- Raymond Bussières - Félix Noblet, le 5ème juré
- Jacques Castelot - Gilbert de Montesson, le 1er juré
- Jean Debucourt - Michel Caudron, le 7ème juré
- Jean-Pierre Grenier - Jean-Luc Flavier, le 3ème juré
- Claude Nollier - Elsa Lundenstein
- Marcel Pérès - Évariste Malingré, le 2ème juré
- Noël Roquevert - Théodore Andrieux, le 6ème juré
- Valentine Tessier - Marceline Micoulin, le 4ème juré
- Jean d'Yd - Le père supérieur
- Agnès Delahaie - Nicole Vaudrémont
- Cécile Didier - Mademoiselle Popélier, l'hôtelière
- Juliette Faber - Danièle Andrieux
- Anouk Ferjac - Denise